# Peter Gomm
Peter Gomm (* 26. Mai 1959 in Interlaken; heimatberechtigt in Zollikon) ist ein Schweizer Politiker (SP) und ehemaliger Regierungsrat des Kantons Solothurn.

## Leben
Gomm studierte von 1978 bis 1983 an der Universität Basel Rechtswissenschaften und schloss mit dem Lizenziat ab. 1986 erwarb er das Patent als solothurnischer Fürsprech und Notar. Im gleichen Jahr wurde er für zwei Jahre Gerichtsschreiber am Obergericht des Kantons Solothurn, ehe er nebenamtlicher Amtsgerichtsstatthalter von Olten-Gösgen wurde (bis 2001). Von 1997 bis 2005 war er ebenfalls nebenamtlicher Ersatzrichter am Verwaltungsgericht des Kantons Solothurn. Bevor er zum Regierungsrat gewählt wurde, war er von 1988 bis 2005 selbständiger Rechtsanwalt und Notar in Olten mit Spezialgebiet Haftpflicht-, Opferhilfe- und Sozialversicherungsrecht. Er ist Mitherausgeber und Co-Autor des Kommentars zum Opferhilfegesetz (Verlag Stämpfli, Bern, 1995, 2005, 2009, ab 4. Aufl. 2020: Kommentar zum Opferhilferecht).
Gomm wohnt in Olten, ist verheiratet und hat zwei erwachsene Kinder.

## Politik
1989 wurde Gomm Mitglied des Gemeindeparlamentes der Stadt Olten; von 1998 bis 2001 präsidierte er die SP-Fraktion. Von 2001 bis 2017 war er Mitglied der Geschäftsleitung der SP des Kantons Solothurn. Von 2001 bis 2005 war er auch Mitglied des Kantonsrates des Kantons Solothurn. Von August 2005 bis Juli 2017 gehörte er dem Regierungsrat des Kantons Solothurn an und stand dem Departement des Innern vor. Er präsidierte die Konferenz der kantonalen Sozialdirektorinnen und -direktoren von 2011 bis 2017.